# Tillandsia marabascoensis
Tillandsia marabascoensis là một loài thuộc chi Tillandsia. Đây là loài đặc hữu của México.